# Avicularia glauca
Avicularia glauca là một loài nhện trong họ Theraphosidae và thuộc chi Avicularia. Loài này phân bố ở Panama.